# Põhimaantee 11
Die Põhimaantee 11 (Nationalstraße 11) ist eine Fernstraße in Estland. 

## Verlauf
Die auch als Tallinna ringtee (Tallinner Ring) bekannte Straße umgeht die Landeshauptstadt Tallinn im Süden und verbindet dabei die Põhimaantee 1 nach Narva, von der sie an der Peterburi tee im Osten der Stadt Tallinn abzweigt, die Põhimaantee 2 nach Tartu, die Põhimaantee 4 nach Pärnu und Riga sowie die Põhimaantee 8 nach Paldiski, an der sie in Keila endet, und ermöglicht damit eine (für den Schwerverkehr obligatorische) Umgehung der Stadt außerhalb des Innenstadtbereichs. 
Die Länge der auch als Europastraße 265 ausgewiesenen Straße beträgt rund 38 km.